# Personnages de Virtua Fighter
Vous êtes invité à donner votre avis sur cette page de discussion, de manière argumentée en vous aidant notamment des critères d’admissibilité ou en présentant des sources extérieures et sérieuses.  
Après avoir apposé le modèle {{Admissibilité}} sur une page, suivez les étapes expliquées sur Wikipédia:Débat d'admissibilité/Aide :
| 1. | Créez la page de débat d'admissibilité.                                                                      | Sauvegardez d’abord la page pour l’initialiser puis indiquez votre motivation.                       |
| 2. | Important : ajoutez une entrée dans la section Débat d'admissibilité du jour.                                | Utilisez ce texte : *{{L\|Personnages de Virtua Fighter}}                                            |
| 3. | Pensez à informer les contributeurs principaux de la page et les projets associés lorsque cela est possible. | Utilisez ce texte : {{subst:Avertissement débat d'admissibilité\|Personnages de Virtua Fighter}}~~~~ |

Les personnages de Virtua Fighter présentent les protagonistes de la série Virtua Fighter.
Le jeu comporte neuf personnages au total dont un boss (Akira Yuki, Pai Chan, Lau Chan, Wolf Hawkfield, Jeffry McWild, Kage-Maru, Sarah Bryant, Jacky Bryant et Dural). La suite sort fin 1994 au Japon sur arcade via Model 2 et courant 1995 sur consoles de salon, deux nouveaux personnages y sont ajoutés : Lion Rafale et Shun Di.
Virtua Fighter 3 sort en septembre 1996 sur arcade via Model 3 et en 1998 sur Dreamcast, Aoi Umenokoji et Taka Arashi sont les deux nouveaux combattants de ce troisième opus,. Virtua Fighter 4 sort en 2001 sur arcade et en 2002 sur PlayStation 2, le titre propose deux nouveaux personnages : Lei-Fei et Vanessa Lewis. Le jeu est mis à jour en 2003 sous le titre de  Virtua Fighter 4: Evolution, deux nouveaux personnages viennent s'ajouter à la liste des combattants : Brad Burns et Goh Hinogami.
Virtua Fighter 5 paraît en 2006 sur arcade et en 2007 sur PlayStation 3 et Xbox 360, le jeu comprend deux nouveaux personnages : Eileen et El Blaze. La version arcade est mise à jour en 2008, elle s'intitule Virtua Fighter 5 R et est accompagnée d'un nouveau combattant, Jean Kujo.

## Akira Yuki
Akira Yuki (結城 晶, Yūki Akira) est le personnage principal de la série Virtua Fighter. C'est un professeur japonais de Kung-fu.

## Pai Chan
Pai Chan (パイ・チェン, Pai Chen) est une vedette de films d'action chinoise, pratiquant le kung-fu et le tai chi chuan. Elle est la fille de Lau Chan. Elle fait sa première apparition dans le premier Virtua Fighter. Le personnage est présent dans tous les épisodes de la série.

## Lau Chan
Lau Chan (ラウ・チェン, Rau Chen) est un maitre de koen-ken, un art martial chinois. Originaire de la province de Shandong, il est le père de Pai Chan. Il remporte le premier World Tournament (Virtua Fighter).

## Wolf Hawkfield
Wolf Hawkfield (ウルフ・ホークフィールド, Urufu Hōkufīrudo) est un catcheur professionnel canadien qui fait sa première apparition dans Virtua Fighter. Il apparaît dans tous les épisodes de la série.
Afin de promouvoir le lancement, fin 1997, de la série de jeux vidéo All Japan Pro Wrestling, Wolf Hawkfield est intégré parmi les personnages des deux premiers opus.

## Jeffry McWild
Jeffry McWild (ジェフリー・マクワイルド, Jefurī Makuwairudo) est un pêcheur et lutteur de pancrace aborigène qui apparait pour la première fois dans Virtua Fighter. Il apparaît dans tous les épisodes de la série.

## Kage-Maru
Kage-Maru (影丸, Kagemaru) est un ninja japonais. Originaire du village de Hagakure, il est adepte de hagakure-ryu ju-jutsu. Il apparait la première fois dans Virtua Fighter et apparait dans tous les épisodes.

## Sarah Bryant
Sarah Bryant (サラ・ブライアント, Sara Buraianto) est une étudiante californienne spécialisée dans les arts martiaux mixtes qui fait son apparition dans le premier Virtua Fighter. Sarah est la sœur de Jacky Bryant. Elle apparaît dans tous les épisodes de la série. Elle fait également partie de Dead Or Alive .

## Jacky Bryant
Jacky Bryant (ジャッキー・ブライアント, Jakkī Buraianto) est un pilote automobile adepte du jeet kune do, un art martial créé par Bruce Lee. Il apparaît dans tous les épisodes de la série.

## Shun Di
Shun Di (舜帝（シュン・ディ）, Shun Di) est un phytothérapeute chinois apparaissant dans Virtua Fighter 2 et dans tous les épisodes suivants. Il pratique le zui quan.

## Lion Rafale
Lion Rafale (リオン・ラファール, Rion Rafāru) est un étudiant français pratiquant le tang lang quan, qui se bat pour obtenir l'indépendance vis-à-vis de son père. Il est apparu dans Virtua Fighter 2 et apparaît dans tous les épisodes.

## Aoi Umenokouji
Aoi Umenokouji (梅小路 葵, Umenokōji Aoi) est une étudiante japonaise adepte d'aiki ju-jutsu. Elle est l'ainée d'un maitre de dojo de Kyoto. Elle est apparue dans tous les épisodes depuis Virtua Fighter 3.

## Taka-Arashi
Taka-Arashi (鷹嵐, Takaarashi) est un sumotori japonais qui apparait uniquement dans Virtua Fighter 3 puis réapparait dans Virtua Fighter 5 R et Virtua Fighter 5 Final Showdown.

## Lei-Fei
Lei-Fei (雷飛（レイ・フェイ）, Rei Fei) est un moine chinois qui apparait dans Virtua Fighter 4 puis dans tous les épisodes.

## Vanessa Lewis
Vanessa Lewis (ベネッサ・ルイス, Benessa Ruisu) est un agent de sécurité qui fait sa première apparition dans Virtua Fighter 4 puis dans tous les épisodes.

## Brad Burns
Brad Burns (ブラッド・バーンズ, Buraddo Bānzu) est un combattant italien de muay-thaï qui apparait dans Virtua Fighter 4 Evolution.

## Goh Hinogami
Goh Hinogami (日守 剛, Hinogami Gō) est un mystérieux assassin à la solde de J6. Il apparait dans Virtua Fighter 4 Evolution. Son style de combat est le Judo.

## El Blaze
El Blaze (エル・ブレイズ, Eru Bureizu) est un catcheur mexicain adepte de lucha libre. Il fait sa première apparition dans Virtua Fighter 5.

## Eileen
« Eileen (Virtua Fighter) » redirige ici. Pour les autres significations, voir Eileen.
Eileen (アイリーン, Airīn) est une combattante d'art martial imitant le singe apparu dans Virtua Fighter 5.

## Jean Kujo
Jean Kujo (ジャン 紅條, Jan Kujō) est un karateka français qui apparait dans Virtua Fighter 5 R.

## Dural
« Dural (personnage) » redirige ici. Pour les autres significations, voir Dural.
Dural (デュラル, Dyuraru) est une créature gynoïde qui apparait dans Virtua Fighter. Il s'agit du boss de fin de jeu, présent depuis le premier épisode de la série.